# Марко Ивановић
Марко Ивановић (Праг, 1976) чешки је диригент и композитор српског порекла.

## Биографија
Након завршене основне школе коју је похађао у Србији у Смедеревској Паланци своје школовање наставља у Прагу на средњој школи. Апсолвирао је на прашком Конзерваторијуму а касније и на Академији музичких уметности одсек композиције (проф. В. Ридлбаух) и дириговања (Проф. Р. Елишка, Ј. Бјелохлавек). Године 2008. добио је докторску титулу у области композиција и теорија композиције.
Држитељ је титуле лауреата мађународног такмичења младих диригената Г. Фителберга у пољским Катовицама (2003).Редован је гост највећих чешких музичких фестивала: Прашко пролеће, Сметанова Литомишл, Јаначков мај Острава, Ускршњи фестивал духовне музике Брно, итд.
Инсценација опере Јенуфа Л.Јаначека у Шведској опери у Малмеу спада међу његове највеће успехе последњих година. Као гостујући диригент посећује редовито и Немачку, Пољску, Босну, Јапан, итд..
Специјалиста и промотер је посебно у области савремене музике и музике 20. века. Дириговао је светске премијере многих чешких водећих композитора (Михал Нејтек, Славомíр Хоржинка, Јиржи Кадержабек , Мирослав Срнка,...). Чешкој публици је премијерно представио и многа кључна дела савременог светског концертног репертоара (Пасије Арво Перта, Музику за 18 свирача Стива Рајха, итд.).
У периоду од последњих неколико година публиковао је два компактна диска (са учешћем Камерне филхармоније Пардубице у издаваштву Арко Дива) и реализовао је бројне снимке за Чешки радио. У сарадњи са Симфонијским оркестром чешког радија тренутно ради на вишегодишњем пројекту снимања комплета симфонија великог чешког композитора 20. века М. Кабелача за издаваштво Супрафон.
У Чешкој филхармонији је основао (заједно са музикологом П. Кадлецом) серију концерата под називом "Четири корака у нови свет". Овај едукативни пројекат посвећен претежно тинејџерској публици се показао бити веома успешним и наставља се дан данас под покровитељством Прашког симфонијског оркестра.
Као диригент Народног позоришта у Прагу извео је између осталог чешку премијеру опере Б. Бритена Карљу ривр, даље много пута награђивану чешку политичку оперу „Сутра ће бити...“ Алеша Бржезине (са Соњом Червеном ас у главној улози) а пре свега са режисером Милошом Форманом џез-оперу "Добро плаћена шетња", за коју је такође направио нов инструментални аранжман. У јануару 2012. је премијерно извео своју сопствену оперу „Чарокрај“, која тренутно спада међу најпосећеније представе Народног позоришта.
2009. године је шефдиригент Камерне филхармоније у Пардубицама након које постаје шефдиригент Јаначковог позоришта у Брну где и данас ради.
Поред матерњег чешког језика течно говори српски и енглески.